# Sleepy Hollow (песня)
«Sleepy Hollow» (с англ. — «Сонная лощина») — песня американского рэпера Trippie Redd. Она была выпущена 7 октября 2020 как третий сингл с третьего студийного альбома Pegasus на лейблах TenThousand Projects, Caroline и 1400 Entertainment. Продюсером песни является Outtatown.

## История
«Sleepy Hollow», как и весь альбом Pegasus был слит в сеть в августе 2020. Впервые официально песня была анонсирована 3 октября 2020 в Instagram, в этот же день Trippie Redd опубликовал обложку Pegasus. Для выпуска сингла было необходимо собрать 30000 комментариев под постом с анонсом. После достижения цели Trippie Redd опубликовал обложку и дату выпуска.

## Описание
«Sleepy Hallow» является короткой песней, продолжительностью чуть менее двух минут. В Uproxx отметили, что «несмотря на краткость песни, Trippie максимально использует её, вложив в неё хороший текст, он энергично течёт по захватывающему, быстро развивающемуся инструменталу песни».

## Обложка
На обложке изображён Trippie Redd в образе персонажа ирландской мифологии всадника без головы, которого он упоминает в песне.

## Видеоклип
В лирическом видео на песню Trippie Redd ходит в маске по лесу и ищет свою жертву. Видеоклип выполнен в кроваво-красном цвете, в стиле Хэллоуина.

## Чарты
| Чарт (2020)                         | Высшая позиция |
| ----------------------------------- | -------------- |
| Канада (Billboard Canadian Hot 100) | 14             |